# Famille de Grumsel d'Emale
La famille de Grumsel d'Emale est une famille issue de la noblesse du Saint-Empire originaire de la Principauté de Liège connue depuis 1389. Le 16 octobre 1653, elle a été anoblie «chevalier du Saint-Empire» en faveur de  Hubert de Grumsel d'Emale par l'empereur Ferdinand III du Saint-Empire. Le 22 mai 1846, le pape Grégoire XVI concède le titre héréditaire de «Comtesse» pontificale à Marie-Charlotte Grumsel d'Emale, dernière du nom et épouse du baron Charles van den Steen de Jehay.

## Histoire

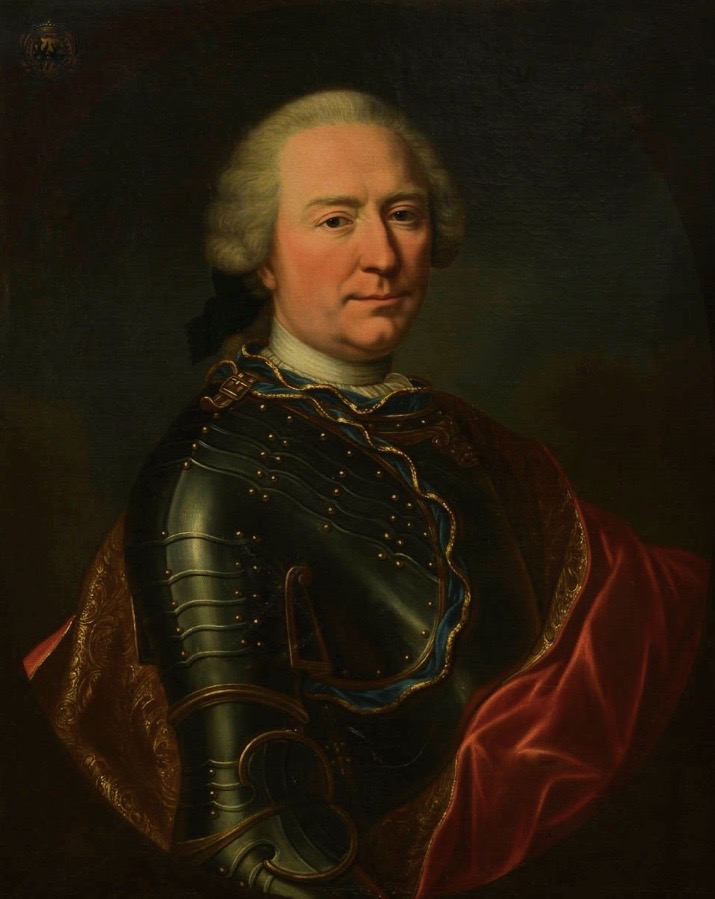
Hubert-Pierre de Grumsel d'Emale, Chevalier du Saint-Empire (1717-1786)

C'est au XIVe siècle que l'empereur des romains Charles IV nomma comme ambassadeur à Rome auprès du pape Urbain VI, un dénommé Olivier, chevalier de Grumsel d'Emale. Né vers 1345, il fut tréfoncier et grand-doyen du chapitre de Saint-Lambert. Il accompagna le prince Arnould de Hornes en Hollande et fut ensuite envoyé à Rome pour faire confirmer l'élection de Thierry de La Marck et revient à Liège, où il mourut au début du XVe siècle.
La famille de Grumsel était propriétaire de nombreuses seigneuries, la seigneurie de Hemricourt était déjà en leur possession en 1468 grâce à un sire de Grumsel du château d'Eslins qui épousa la dame de Hemricourt. La particularité de cette seigneurie était que les charges honorifiques d'avoué de Bleret et de grand-échanson héréditaire du pays de Liège y étaient rattachées.
Par le mariage de Catherine d'Eslins avec le chevalier Hubert de Grumsel, ils léguèrent à leur neveu, Roland-Ernest de Grumsel d'Emale, à charge de remplir différentes obligations, le droit de porter les titres, armoiries et nom de comte d'Eslins, comte de Lichtenbourg et baron de la Pestacalda de l'Incardino y Incardinoz (on peut apercevoir la couronne comtale à treize perles au-dessus des armoiries en haut à gauche du portrait de Hubert-Pierre de Grumsel d'Emale).
Le dernier seigneur de la seigneurie d'Hemricourt, Fernand Hubert Ernest Joseph de Grumsel d'Emale Liers, libre baron de la Pestacalda de l'Incardino y Incardinoz, Comte d'Eslins et Lichtenbourg, fit détruire en 1800 plusieurs bâtiments et tours de l'ancien château. Sa fille, anoblie comtesse pontificale ainsi que ses cinq enfants, en hérita et les biens furent gérés par son époux le baron Charles Van den Steen de Jehay (1781-1846), gouverneur de la province de Liège.

## Preuves de noblesse
- 16 octobre 1653 à Vienne par l'empereur Ferdinand III: Concession du titre de chevalier banneret du Saint-Empire[3];
- 22 mai 1846 à Rome par le pape Grégoire XVI: concession du titre de comtesse (transmissible à tous ses descendants) par bref pontifical en faveur de Marie-Charlotte Grumsel d'Emale[4];
- 5 août 1847 à Laeken par le roi des belges Léopold Ier: concession du titre de personnel de comtesse avec augmentation d'armoiries en faveur de Marie-Charlotte Grumsel d'Emale[4].

## Titres
- Pair de la Principauté de Liège[5] ;
- Comte d'Eslins[6] ;
- Comte de Lichtenbourg ;
- Baron de la Pestacalda de l'Incardino y Incardinoz ;
- Chevalier banneret du Saint-Empire ;
- Seigneur de Hemricourt ;
- Seigneur de Liers ;
- Seigneur d'Emale ;
- Seigneur de Bovegniester ;
- Seigneur d'Ebènes.

## Famille
- Gérard de Grumsel d'Emale, éc. ∞ Oudon Houbotte;
  - Gérard de Grumsel d'Emale, éc. ∞ Marie Madeleine de Viseto
    - Gerard de Grumsel d'Emale, éc. ∞ Françoise de Sauveur de Slins;
      -  Chevalier Hubert de Grumsel d'Emale et du Saint-Empire ∞ Jeanne-Catherine du Château de Slins;
        -  Chevalier Roland-Ernest de Grumsel d'Emale et du Saint-Empire (1653-1693) ∞ dame Marie Thérèse de Goronne;
          -  Chevalier Hubert de Grumsel d'Emale et du Saint-Empire ∞ Baronne Géraldine-Barbe de Tornaco (1679-1767);
            -  Chevalier Hubert-Pierre de Grumsel d'Emale et du Saint-Empire (1717-1786) ∞ Anne-Marie de Lezaak (1722-1764);
              -  Chevalier Fernand-Hubert de Grumsel d'Emale et du Saint-Empire (1752-1806) ∞ Baronne Marie-Eléonore de Goër de Herve et du Saint-Empire (1759-1794);
                - Comtesse Charlotte de Grumsel d'Emale et du Saint-Empire (1788-1855) ∞ 'Baron  Charles-Armand van den Steen de Jehay (1781-1846);
                  - Famille éteinte

              - Marie-Agnès de Grumsel d'Emale et du Saint-Empire (1762-1803) ∞ Chevalier Jean-Pierre de Bex et du Saint-Empire

## Pour approfondir